# Paretroplus
Paretroplus é um género de peixe da família Cichlidae. O gênero é endêmico de rios e lagos de Madagascar. A vasta maioria das espécie está ameaçada de extinção e se concentra principalmente na parte noroeste da ilha.
Este género contém as seguintes espécies:
- Paretroplus dambabe Sparks, 2002
- Paretroplus damii Bleeker, 1868
- Paretroplus gymnopreopercularis Sparks, 2008
- Paretroplus kieneri Arnoult, 1960
- Paretroplus lamenabe Sparks, 2008
- Paretroplus loisellei Sparks & Schelly, 2011
- Paretroplus maculatus Kiener & Maugé, 1966
- Paretroplus maromandia Sparks & Reinthal, 1999
- Paretroplus menarambo Allgayer, 1996
- Paretroplus nourissati (Allgayer, 1998)
- Paretroplus petiti Pellegrin, 1929
- Paretroplus polyactis Bleeker, 1878
- Paretroplus tsimoly Stiassny, Chakrabarty & Loiselle, 2001

Paretroplus sp. nov. 'Dridri mena' sinonimizado com P. damii.